# Green Eagle Golf Courses
Green Eagle Golf Courses is een Duits golfcomplex in Winsen (Luhe), niet ver van Hamburg. Er zijn twee 18-hole-banen, de Nord Course en de Süd Course.  Daarnaast is er nog een par 3-baan met zes holes.
De club is in 1997 gesticht, aanvankelijk met een baan (de Süd Course, ruim 6.000 meter lang). De Nord Course is in 2008 geopend en werd ontworpen met het oog op het houden van internationale proftoernooien. Het is een van de langste banen met 7.161 meter.
In 2017 en 2018 werd hier de Porsche European Open gehouden op de Nord Course (par 72).

## externe links
- Website van Green Eagle Golf Courses